# Corrado Viali
Corrado Viali (Forlì, 1918 – Got el Meruah, 28 maggio 1942) è stato un militare italiano, decorato di Medaglia d'oro al valor militare alla memoria nel corso della Seconda guerra mondiale.

## Biografia
Nacque a Forlì e visse a Sant'Alberto, frazione di Ravenna.
Nell'aprile 1939 fu chiamato alle armi per il servizio di leva e destinato al 46º Reggimento artiglieria della Divisione motorizzata «Trento». Il 25 gennaio 1940 fu promosso Caporal Maggiore. 

Il 10 luglio 1940 l'Italia entrò nella Seconda guerra mondiale. Viali prese parte alle operazioni di guerra. Dapprima fu impegnato lungo la frontiera alpina occidentale come capopezzo dell’VIII battaglione del 3º Granatieri; il 31 marzo 1941 partì per l’Africa Settentrionale.

Morì in battaglia il 28 maggio 1942.

## Intitolazioni
- Sant'Alberto, la Scuola secondaria di I grado;
- Ravenna, Parco degli Artiglieri d'Italia e sede locale dell'Associazione nazionale artiglieri d'Italia.